# Виборчий округ 100
Виборчий округ 100 — виборчий округ в Кіровоградській області. В сучасному вигляді був утворений 28 квітня 2012 постановою ЦВК №82 (до цього моменту існувала інша система виборчих округів). Окружна виборча комісія цього округу розташовується в приміщенні Бобринецької районної державної адміністрації за адресою м. Бобринець, вул. Незалежності, 80.
До складу округу входять частини Подільського (мікрорайон Селище Гірниче та територія між вулицею Аджамською і Олександрійським шосе) і Фортечного (західний берег річки Інгул на північний захід від вулиці Батуринської та лісового масиву Добруджа) районів міста Кропивницький, а також Бобринецький, Вільшанський, Добровеличківський, Компаніївський, Кропивницький і Новоукраїнський райони. Виборчий округ 100 межує з округом 101 на північному заході і на півночі, з округом 102 на північному сході, з округом 103 на південному сході, з округом 130 і округом 131 на півдні, з округом 132 на південному заході та має всередині округ 99 у вигляді ексклаву. Виборчий округ №100 складається з виборчих дільниць під номерами 350001-350064, 350130-350171, 350249-350309, 350311, 350313-350315, 350317-350321, 350458-350500, 350870-350873, 350876-350881 та 350891-350893.

## Народні депутати від округу
| Ім'я                         | Фото | Партія          | Скликання | Дата набуття повноважень | Дата припинення повноважень |
| ---------------------------- | ---- | --------------- | --------- | ------------------------ | --------------------------- |
| Березкін Станіслав Семенович |      | Партія регіонів | 7-ме      | 12 грудня 2012           | 27 листопада 2014           |
| Березкін Станіслав Семенович |      | самовисуванець  | 8-ме      | 27 листопада 2014        | 29 серпня 2019              |
| Мурдій Ігор Юрійович         |      | Слуга народу    | 9-те      | 29 серпня 2019           |                             |

## Результати виборів

### Парламентські

#### 2019
Кандидати-мажоритарники:
- Мурдій Ігор Юрійович (Слуга народу)
- Березкін Станіслав Семенович (самовисування)
- Крутько Юрій Миколайович (Аграрна партія України)
- Духно Володимир Миколайович (самовисування)
- Лучков Євгеній Петрович (самовисування)
- Кожушко Юрій Іванович (Радикальна партія)
- Маліцький Андрій Васильович (Опозиційна платформа — За життя)
- Негра Сергій Станіславович (Свобода)
- Семеняка Ігор Миколайович (Громадянська позиція)
- Таран Олександр Олександрович (Опозиційний блок)
- Добрянська Тетяна Іванівна (самовисування)

#### 2014
Кандидати-мажоритарники:
- Березкін Станіслав Семенович (самовисування)
- Онул Микола Леонідович (самовисування)
- Соловчук Леонід Вікторович (Батьківщина)
- Бублик Ярослав Володимирович (самовисування)
- Макодзеба Роман Миколайович (Заступ)
- Любченко Павло Миколайович (Радикальна партія)
- Ковтуненко Ігор Володимирович (самовисування)
- Андрющенко Богдан Вікторович (Сила людей)
- Севідова Наталя Сергіївна (самовисування)
- Чорний Олег Олександрович (самовисування)
- Тельнов Євгеній Львович (самовисування)
- Поліщук Алла Антонівна (Блок лівих сил України)
- Рацул Олександр Анатолійович (самовисування)
- Дементов Євгеній Васильович (самовисування)
- Мігалатюк Віктор Васильович (самовисування)
- Курченко Світлана Володимирівна (самовисування)
- Семенов Євген Олександрович (Воля)

#### 2012
Кандидати-мажоритарники:
- Березкін Станіслав Семенович (Партія регіонів)
- Гранатова Ольга Арсентіївна (Батьківщина)
- Манженко Євгеній Іванович (УДАР)
- Секрет Зоя Федорівна (Комуністична партія України)
- Андрющенко Богдан Вікторович (самовисування)
- Подорожний Сергій Михайлович (Україна — Вперед!)
- Дорохіна Людмила Володимирівна (самовисування)
- Сіненко Ігор Михайлович (самовисування)
- Іванченко Павло Петрович (самовисування)
- Гук Вадим Ігорович (самовисування)
- Порубай Валерій Юрійович (Українська народна партія)

## Явка
Явка виборців на окрузі: